# Castle Menzies
Castle Menzies (veraltet: Weem Castle) in Schottland ist Stammsitz des Clan Menzies. Es liegt leicht westlich von dem kleinen Dorf Weem, nahe Aberfeldy in den Highlands von Perthshire.

## Geschichte

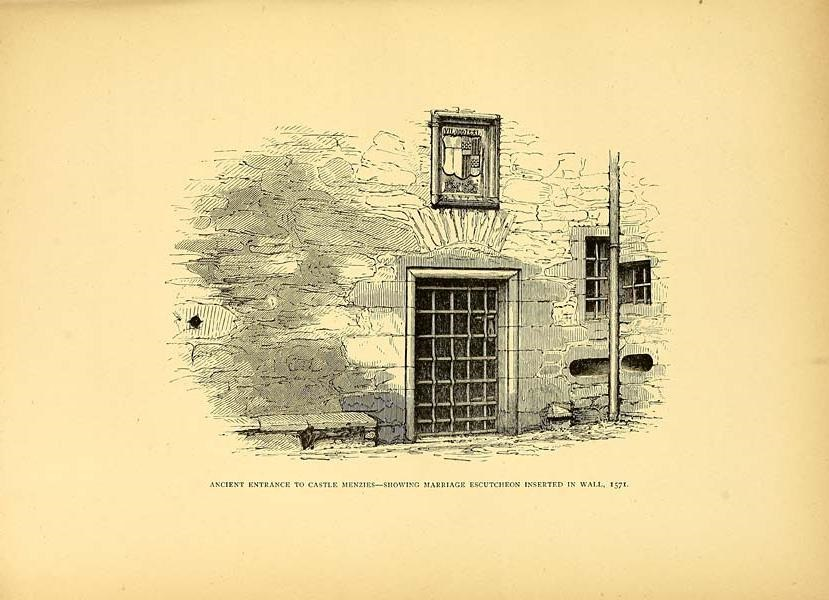
Marriage Stone (Lochstein) im Mauerwerk - 1908 Red and White Book of Menzies

Die Burg aus dem 16. Jahrhundert, restauriert von der Menzies Clan Society, war über 400 Jahre Sitz der Häuptlinge des Clans Menzies. Strategisch gut gelegen, war es in die turbulente Historie der Highlands involviert. Charles Edward Stuart, der Thronanwärter der Stuarts, verbrachte 1746 auf seinem Weg zur Schlacht bei Culloden zwei Nächte in der Burg. Die Restaurierung des alten Teils der Burg bezog den Abriss eines stark verfallenen Flügels aus dem 18. Jahrhundert mit ein. Ein großer viktorianischer Ballsaal blieb erhalten.
Die restaurierte Burg ist ein Beispiel des architektonischen Wandels zwischen einer früheren Tradition der robusten Festungen und einer späteren, leichter zu verteidigenden Form der châteaux. Die Wände bestehen aus zufälligen Trümmern, ursprünglich Rauputz, aber die Ecksteine, Türmchen, Tür- und Fensterrahmen sind fein geschnitzte blaue Quadersteine. Dieser attraktive und extrem wetterfeste Stein wurde auch für die architektonischen Details und Denkmäler nahe der alten Kirche von Weem verwendet, die von den Menzies erbaut wurde und ihre Denkmäler und Grabmäler beinhaltet, verwendet. Ein Hochzeitsstein über dem ursprünglichen Eingang wurde von James Menzies 1571 installiert, um seine Heirat mit Barbara Stewart, Tochter des Grafen von Atholl zu dokumentieren.
Maharadscha Dalip Singh, letzter Maharadscha des Reiches der Sikh, lebte in Castle Menzies zwischen 1855 und 1858, nach seinem Exil von Punjab 1854. Er war offiziell das Mündel von Sir John Spencer Logan und Lady Logan, die ihm die Burg liehen.

## Historisch Bedeutsames
Unter Denkmalschutz stehen die Burg seit 1971 als Listed Building der Kategorie A sowie ein Mauerstück im Garten in der Kategorie B. Die Außenanlagen wurden 1987 in das Inventory of Gardens and Designed Landscapes in Scotland aufgenommen.